# Ailuroedus buccoides
Ailuroedus buccoides е вид птица от семейство Ptilonorhynchidae. Видът е незастрашен от изчезване.

## Разпространение
Разпространен е в Индонезия и Папуа-Нова Гвинея.